# V.J. Sukselainen
Vieno Johannes (V.J.) Sukselainen, ursprungligen Saari, född 12 oktober 1906 i Pemar, död 6 april 1995 i Esbo, var en finländsk politiker, tjänsteman och professor i nationalekonomi. 
Under sin politiska karriär var Sukselainen vid två tillfällen (1957, 1959–61) Finlands statsminister, samt finansminister (1950–51, 1954), inrikesminister (1951–53) och utrikesminister (1961). Han var även riksdagens talman vid fyra tillfällen, Agrarförbundets ordförande 1945–54 och generaldirektör för Folkpensionsanstalten (FPA) 1954–71.

## Biografi
Sukselainen började 1928 studera nationalekonomi, statslära och historia vid Helsingfors universitet, och disputerade där 1928. Under studietiden blev han aktiv i Akademiska Karelen-Sällskapet, men kom att lämna organisationen i samband med Mäntsäläupproret 1932 på grund av sitt motstånd mot Lapporörelsen. I vinterkriget och i början av fortsättningskriget stred Sukselainen på fronten i Karelen, men lämnade armén 1941 efter att ha blivit utnämnd till statsministerns sekreterare, ett uppdrag han innehade under fem statsministrar fram till 1945. Efter kriget fortsatte han sin akademiska karriär vid sidan av politiken, först vid Åbo universitet och 1951–54 som ordinarie professor i nationalekonomi vid Tammerfors universitet.
Efter kriget gjorde Sukselainen en snabb politisk karriär: år 1945 valdes han till partiordförande för Agrarförbundet, och 1948 valdes han in i riksdagen för partiet. Under hans ordförandeskap växte partiet till ett massparti i Finland, från knappt 30 000 medlemmar 1945 till 280 000 medlemmar vid hans avgång 1964. Han utnämndes som finansminister i Urho Kekkonens första regering 1950. Sukselainen fortsatte som inrikesminister i Kekkonens andra, tredje och fjärde regering 1951–53, och blev sedan åter finansminister i Ralf Törngrens regering 1954. Samma år utnämndes han till generaldirektör för Folkpensionsanstalten (FPA), en post han innehade fram till 1971. Som generaldirektör kom Sukselainen bland annat att påverka lagstiftningsreformen under 1950-talet och utvecklingen av det finländska sjukförsäkringssystemet på 1960-talet.
Då 1950-talets partisplittringar inom Finlands socialdemokratiska parti omöjliggjorde bildandet av en majoritetsregering fick Sukselainen 1957 regeringsuppdraget av president Kekkonen. Resultatet blev en mittenregering bestående av Agrarförbundet, Finska folkpartiet och Svenska folkpartiet. Sukselainens första regering kom dock inte att bli långvarig; missnöje från Demokratiska förbundet för Finlands folk och delar av det socialdemokratiska partiet ledde till ett misstroendevotum i riksdagen i november samma år, vilket ledde till regeringens fall. 
Efter att Karl-August Fagerholms regering fallit i samband med den så kallade nattfrostkrisen utsågs Sukselainen på nytt till statsminister i en minoritetsregering nästan helt dominerad av Agrarförbundet 1959. Trots att hans regering av de flesta betraktades som en mer eller mindre provisorisk lösning tills läget stabiliserats kom den att sitta kvar vid makten i två år; under denna period blev Finland bland annat observatör i Europeiska frihandelssammanslutningen 1960, vilket gjorde att landet kunde stärka sin konkurrenskraft på utrikeshandelns område i väst. I juli 1961 tvingades hans regering avgå, sedan Helsingfors hovrätt dömt flera personer i FPA:s ledning, däribland Sukselainen, för tjänstefel. 
Under samma tid hade relationen mellan Sukselainen och president Kekkonen blivit betydligt svalare, då den senare börjat betrakta honom som en möjlig framtida konkurrent om presidentposten. Efter att det framkommit att Sukselainen under en resa till Stockholm i november 1963 träffat representanter för estniska exilorganisationer kom Kekkonen att anklaga honom för obetänksamhet visavi Finlands relation till Sovjetunionen. Sukselainens förtroende inom det egna partiet sjönk, och vid Agrarförbundets partistämma 1964 förlorade han med knapp marginal ordförandeposten till Johannes Virolainen.
Efter avgången som ordförande bibehöll Sukselainen vissa uppdrag, även om hans ledande politiska position var över; med undantag för en tvåårsperiod 1970–72 satt han kvar i riksdagen till 1979, och var dess talman 1968–69 och 1972–75. Han pensionerades från tjänsten på FPA 1971, men kom 1969–78 att verka som kansler för Tammerfors universitet. År 1972 och 1977 tjänstgjorde han även som Nordiska rådets president.

## Utmärkelser
- Kommendör med stora korset av Vasaorden, 8 november 1974.[4]